# Gare de Verquigneul
Gare de Verquigneul vasútállomás Franciaországban, Verquigneul településen.

## Vasútvonalak
Az állomást az alábbi vasútvonalak érintik:
- Arras–Dunkirk-vasútvonal

## Kapcsolódó állomások
A vasútállomáshoz az alábbi állomások vannak a legközelebb: